# Rullbo
Rullbo är en by i nordvästligaste delen av Ljusdals kommun belägen 15 km väster om Los, där landsvägen mellan Los och Fågelsjö korsar Voxnan.

## Historia
Förr på 1900-talet var Rullbo en livaktig by. Från innan boende i bara två hemman, steg befolkningskurvan brant vid slutet av 1880-talet med nya fastigheter till följd av intåg av den nya tidens skogsbruk. Voxna bruk etablerade sig i byn i slutet av 1800-talet och sysselsatte som mest närmare 150 personer, främst med skogsavverkningar. Befolkningsantalet steg, som mest till på 1930-talet med uppemot 300 invånare i Rullbo, som blev med skola, affär, taxirörelse och även med ridlägerverksamhet en tid.
Strax öster om byn uppe på en hög moränkulle intill landsvägen, ligger en skogskyrkogård, som invigdes 1865 och som utsetts till permanent år 1866. Drygt 60 personer har gravsatts här på Rullbo begravningsplats. Senaste jordbegravningen var 1946. Senare har även nedsättningar av urnor förekommit. Platsen är en av de bäst bevarade äldre begravningsplatserna inom Los-Hamra socken.
Enligt en sägen har byn fått sitt namn av en man, troligen från Ängersjö, som vistades invid och fiskade i Rullbosjön, som byggde det första huset i Rullbo. Mannen hette Halfvar och hade ett lyte, en klumpfot, och kallades därför för Rullfots-Halfvar. Alltså fick platsen namnet Rullbo. Namnet Rullebo finns belagt från 1759 i ansökan om att få anlägga ett nybygge, "två mil söder om Ängersjö vid Voxna älv", anmält till tinget av en Rolf Månsson, som beviljades 1761. Nybygget synades och värderades sedan 1762 av två nämndemän.
Av handlingar från 1700-talet hos Mora tingsrätt kan man se att det värdefulla laxfisket i Voxnan i trakterna av Rullbo redan då var inmutat av Våmhusbor, men som nyttjades mot ersättning av Fågelsjöfinnar. Från Ängersjö hade man där då redan tidigare anlagt laxkar. Man drog varandra flera gånger inför tinget för konkurrensen och för olika brott mot ingångna avtal. I Rullbo fanns då ingen bofast befolkning som kunde göra anspråk på laxfisket. Inga spår efter dessa laxkar finns kvar numera, till följd av flottningen. Laxuppgången upp till Rullbo förbi Hylströmmen förhindrades, troligast genom bygget där av en kilstensmur, som en till huvudfåran vatten- och timmerledande flottledsåtgärd, och som torrlade den södra för laxens vandring enda lämpliga sidan av Hylströmmen. Laxfisket uppströms vid Rullbo upphörde från senast eller nära före 1910. Endast namnet Fiskhusberget för det långa berget närmast intill och öster om Voxnan och norr om Rullbo vittnar än om denna epok.

## Nutid
Byn delas i två halvor på vardera sidan om Rullbosjön, som är en del av älven Voxnan. Här mynnar Jättån och Sågbäcken ut i Rullbosjön. Rullbo ligger alltså efter landsvägen och mitt emellan Los i Los Finnmark och Fågelsjö i Orsa Finnmark.
Man kan säga att Rullbo ligger intill en mötespunkt mellan landskapen Dalarna och Hälsingland, belägna på vardera sidan av gränsälven Voxnan, och mot i norr helt nära sydligaste spetsen av Härjedalens kommun, genom en nord-sydlig landkil längs Voxnans östra sida för Ängersjö församling och Hogdals socken, som dock också ändå hör till landskapet Hälsingland.
I Rullbo finns 12 personer boende (2007), men sommargästerna är betydligt fler. I byn finns idag ett byalag och en bystuga, som är byggd av en gammal kornlada. Bystugan började byggas runt 1988.
Voxnan är här, särskilt uppströms Rullbo ett mycket populärt kanotvatten och fisket är lättåtkomligt i både Voxnan och Rullbosjön, samt i tjärnar och andra vattendrag i området.

## Bilder

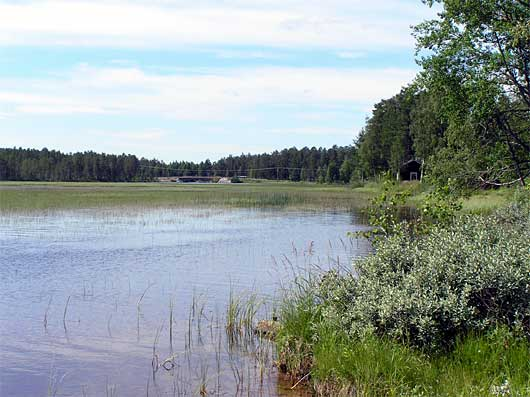
Rullbosjön mot Skaarets.
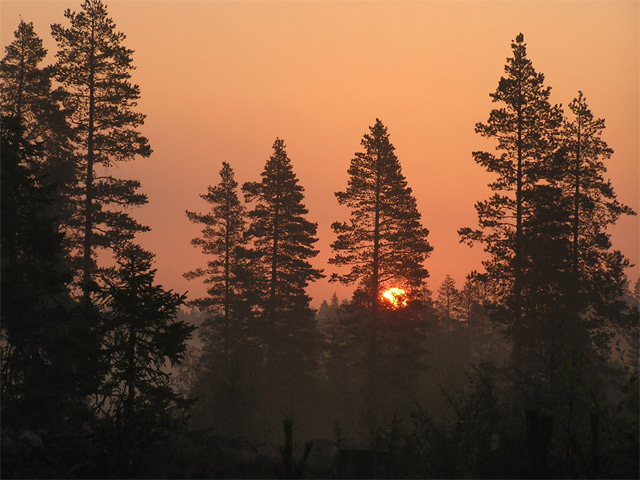
Tidig soluppgång i Rullbo.
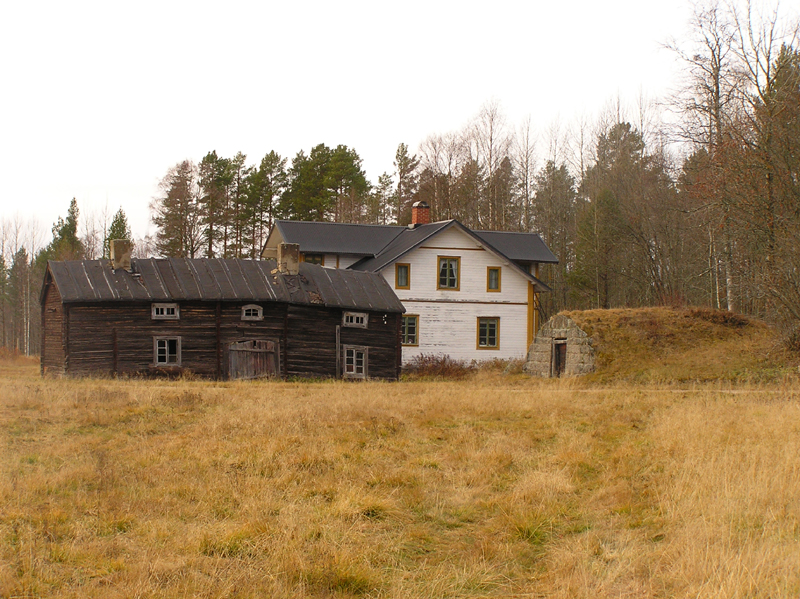
Halvarssons Stärbhus.
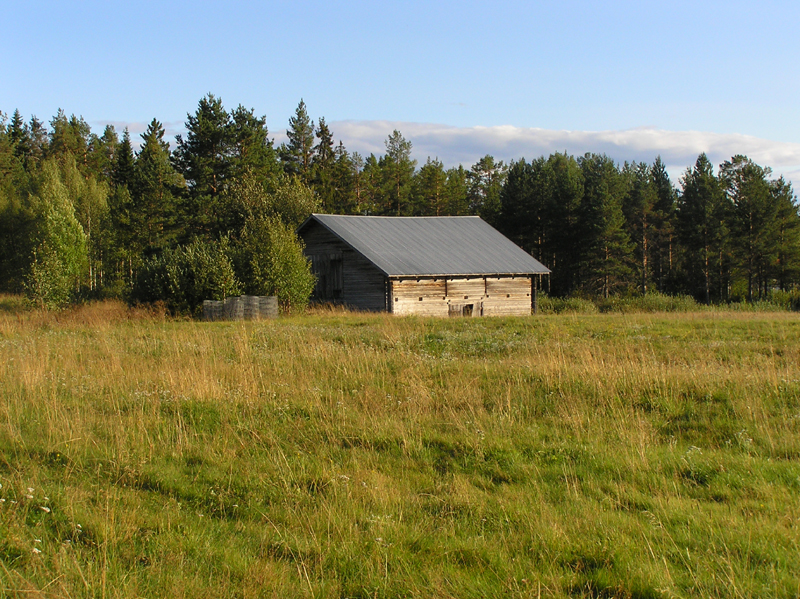
En Kornlada i Rullbo.
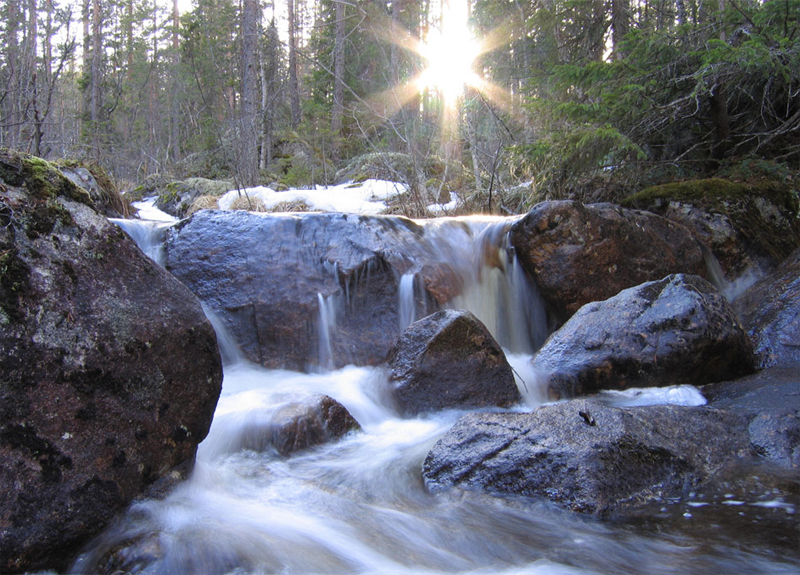
Sörmebäcken i Rullbo.
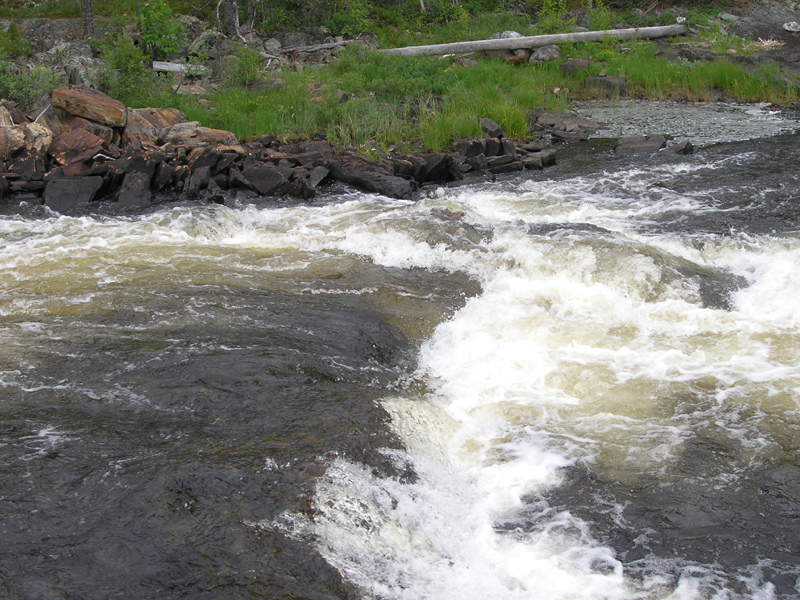
En del av Voxnan.